# Libanon a 2020. évi téli ifjúsági olimpiai játékokon
Libanon a svájci  Lausanne-ban megrendezett 2020. évi téli ifjúsági olimpiai játékok egyik részt vevő nemzete volt.

## Alpesisí

### Fiú
| Versenyző    | Versenyszám      | 1. futam | 1. futam | 2. futam | 2. futam | Összesen | Összesen |
| Versenyző    | Versenyszám      | Idő      | Hely.    | Idő      | Hely.    | Idő      | Hely.    |
| ------------ | ---------------- | -------- | -------- | -------- | -------- | -------- | -------- |
| Ray Iskandar | Műlesiklás       | 53,40    | 50.      | 55,29    | 37.      | 1:48,69  | 38.      |
| Ray Iskandar | Óriás-műlesiklás | 1:22,09  | 58.      | 1:21,93  | 51.      | 2:44,02  | 52.      |

### Lány
| Versenyző  | Versenyszám      | 1. futam | 1. futam | 2. futam      | 2. futam      | Összesen | Összesen |
| Versenyző  | Versenyszám      | Idő      | Hely.    | Idő           | Hely.         | Idő      | Hely.    |
| ---------- | ---------------- | -------- | -------- | ------------- | ------------- | -------- | -------- |
| Maria Issa | Műlesiklás       | 1:15,13  | 46.      | Nem ért célba | Nem ért célba | Kiesett  | Kiesett  |
| Maria Issa | Óriás-műlesiklás | 1:38,65  | 58.      | Nem ért célba | Nem ért célba | Kiesett  | Kiesett  |

## Sífutás

### Fiú
| Versenyző | Versenyszám       | Selejtező | Selejtező | Negyeddöntő | Negyeddöntő | Elődöntő | Elődöntő | Döntő         | Döntő         |
| Versenyző | Versenyszám       | Idő       | Hely.     | Idő         | Hely.       | Idő      | Hely.    | Idő           | Hely.         |
| --------- | ----------------- | --------- | --------- | ----------- | ----------- | -------- | -------- | ------------- | ------------- |
| Elie Tawk | 10 km             |           |           |             |             |          |          | Nem ért célba | Nem ért célba |
| Elie Tawk | Klasszikus sprint | 4:39.81   | 84.       | Kiesett     | Kiesett     | Kiesett  | Kiesett  | Kiesett       | Kiesett       |
| Elie Tawk | Szabad stílusú    | 6:13,32   | 83.       |             |             | Kiesett  | Kiesett  | Kiesett       | Kiesett       |